# Кабытов, Пётр Серафимович
Пётр Серафи́мович Кабы́тов (род. 20 июня 1941, ст. Колодезная Левороссошанский район, Воронежская область) — советский и российский историк, общественный деятель. Доктор исторических наук (1983), профессор (1985), заслуженный деятель науки Российской Федерации (1998), почетный гражданин Самарской области.

## Биография
Петр Серафимович родился 20 июня 1941 года, ст. Колодезная Лево-Россошанского района Воронежской области. Отец ушёл на фронт через несколько дней после рождения сына и в 1942 году погиб на фронте. Трудности военного и послевоенного времени сделали детство будущего историка тяжёлым. В 1958 году П. С. Кабытов, переехав из деревни в город, устроился работать на Миннибаевский газобензиновый завод. В 1960-е годы Петр Серафимович поступил в университет, где смог начать учиться только после службы в армии. Окончив аспирантуру Казанского государственного университета (1969—1972 гг.), приехал на работу в только что созданный Куйбышевский государственный университет. В 1972 году защитил кандидатскую диссертацию «Поволжская деревня накануне Февральской буржуазно-демократической революции: предпосылки, ход и итоги столыпинской аграрной реформы».
Весной 1976 г. был одним из главных критиков на общем собрании студентов историко-филологического факультета, после которого был отчислен за распространение самиздата и чтение А.И. Солженицына студент-диссидент Виктор Викторович Давыдов, ставший впоследствии журналистом и правозащитником.       
В 1983 году в МГПИ им. В. И. Ленина П. С. Кабытов защитил докторскую диссертацию «Аграрные отношения в Поволжье периода империализма (1900—1917 гг.)». В том же году стал заведующим кафедрой истории СССР (российской истории), которой руководит и по сей день. В 1994—2011 годах — первый проректор, в 2011—2014 годах советник ректора СамГУ. Профессор П. С. Кабытов читает курсы лекций по отечественной истории XIX—XX веков, истории высшей школы для студентов и аспирантов. К настоящему времени под его научным руководством защищены 44 кандидатских и 23 докторских диссертации.

## Научная деятельность
Стержневой в научной работе П. С. Кабытова всегда являлась аграрная проблематика. Центральной проблемой этих работ была постепенная трансформация традиционного патриархального уклада русской деревни в условиях пореформенного общества, формирование аграрного капитализма. В 1988 г. П. С. Кабытов стал одним из соавторов книги «Русское крестьянство: этапы духовного освобождения», где предметом анализа были не только социально-экономические отношения в российской деревне, но и психологический облик крестьянства, его менталитет, восприятие крестьянами тех перемен, которые совершались в пореформенной России. Позднее эти проблемы были развиты им в монографии «Русское крестьянство в начале XX века». П. С. Кабытов стал одним из основателей и неформальных лидеров сообщества историков-аграрников Среднего Поволжья. Именно по его инициативе традиционно проводившиеся межрегиональные конференции историков-аграрников получили статус всероссийских. Центральным героем ряда работ П. С. Кабытова стал Петр Аркадьевич Столыпин, «Последний реформатор Российской империи». П. С. Кабытов обратился к таким аспектам биографии своего героя, как повседневная жизнь Столыпина-семьянина, хозяйственная деятельность Столыпина-помещика, будни Столыпина-чиновника. Это позволило ему предложить свои ответы на дискуссионные вопросы — о том, когда именно сформировались убеждения Столыпина и его программа. Можно подчеркнуть, что в обращении П. С. Кабытова к подобной проблематике проявился антропологический поворот, характерный для исторической науки XX века.
П. С. Кабытов выступил в качестве инициатора целого ряда перспективных международных научных проектов. В результате сотрудничества российских специалистов (Дубман Э. Л., Леонтьева О. Б., Кобозева З. М.) с историками университета штата Мэриленд (США) была опубликована трехтомная антология «Американская русистика: Вехи историографии последних лет» (2000—2001), обширной подборки исследований по российской истории, выполненных ведущими американскими исследователями. На страницах антологии были представлены новые актуальные методологические подходы к изучению истории: «новая социальная история», история империй, колонизации и фронтира, история идентичности и менталитета, история повседневности, историческая семиотика, история понятий. П. С. Кабытов также является автором целого ряда историографических очерков.
В 2002—2018 гг. были изданы шесть выпусков «Классики Самарского краеведения», в которой были собраны новые материалы и источники, незаслуженно забытые работы отечественных историков и краеведов. П. С. Кабытовым и его коллегами был сделан вывод о том, что к началу XX века «внутренняя окраина» превратилась в особое историко-культурное пространство со своим узнаваемым обликом, в «общую родину» для его многоликого населения.

## Общественная деятельность
П. С. Кабытов сыграл значимую роль в возвращении городу Куйбышеву его исторического названия — Самара. Вопрос о возвращении областному центру его исторического имени П. С. Кабытов поднял ещё на учредительном собрании областного отделения Советского фонда культуры в 1987 году. Почти все участники собрания тогда отреагировали резко отрицательно, однако библиограф областной научной библиотеки Завальный и журналист Князев поддержали идею П. С. Кабытова и договорились развернуть пропаганду идеи в печати, организовать сбор подписей в её поддержку. В течение 1988 года эта работа шла на полосах самарской вечерней газеты «Волжская заря». При активном участии Кабытова был создан общественный комитет «Самара». Его организационное собрание провели в феврале 1989, председателем избрали писателя Андрея Евгеньевича Павлова. П. С. Кабытов вместе с А. Н. Завальным, А. Е. Павловым написали обращение на имя Б. Н. Ельцина, тогда председателя Верховного совета РСФСР, где обосновали необходимость вернуть городу его историческое имя. От комитета шли официальные письма: просили горисполком разрешить выставить на улице Ленинградской пикеты для сбора подписей под обращением; городскому и областному советам народных депутатов предлагали рассмотреть актуальный вопрос переименования на своих сессиях. Участники комитета обращались к председателю Фонда культуры академику Д. С. Лихачёву с просьбой поддержать данную инициативу, на что академик откликнулся и прислал своего сотрудника В. Нерознака на городскую топонимическую конференцию. Комитету «Самара» удалось собрать около 80 тысяч подписей под обращением в Верховный совет РСФСР. В сентябре 1990 депутаты горсовета высказались за возвращение городу его родного имени, а в декабре такое же решение принял облсовет. Через 56 «куйбышевских лет» Б. Н. Ельцин подписал указ о возвращении областному центру его исконного имени. Таким образом, П. С. Кабытов сыграл важнейшую роль в возвращении городу имени «Самара».
По инициативе П. С. Кабытова также был издан сборник материалов о «самарских днях» А. И. Солженицына, с которым он лично встречался в Самаре. Взгляды Солженицына были во многом близки самарскому историку.
П. С. Кабытов стал одним из инициаторов возрождения в Самаре памяти о академике С. Ф. Платонове и установки памятного знака-кенотафа на месте бывшего городского кладбища, где был похоронен С. Ф. Платонов. Ещё в 1996 г. П. С. Кабытов неоднократно встречался с мэром г. Самары Г. С. Лиманским и предлагал установить на проспекте Ленина стелу с надписью о том, что в 1931—1933 годах в Самаре жил выдающийся российский историк, академик С. Ф. Платонов, однако правительством не были предприняты какие-либо меры. В начале 2008 г. П. С. Кабытовым и кинорежиссёром и поэтом В. Бакировым были подготовлены материалы на имя В. А. Тархова с просьбой установить на бывшем Всесвятском кладбище памятник С. Ф. Платонову. В мае 2008 г. Кабытову и Бакирову удалось добиться открытия первого в России памятника С. Ф. Платонову. Много лет П. С. Кабытов является руководителем оргкомитета «Всероссийских Платоновских чтений», проходящих ежегодно на историческом факультете Самарского университета и посвящённых памяти академика.

## Основные работы
- Кабытов П. С., Шестаков В. А. Советская историография Великой Октябрьской социалистической революции в Поволжье. Куйбышев, 1979;
- Аграрные отношения в Поволжье в период империализма. Саратов, 1982.
- Кабытов П. С., Козлов В. А., Литвак Б. Г. Русское крестьянство: Этапы духовного освобождения. М., 1988.
- Легендарный самарец Петр Владимирович Алабин. Куйбышев, 1990.
- Русское крестьянство в начале XX в. Самара, 1999.
- Дубман Э. Л., Кабытов П. С. , Тагирова Н. Ф. Очерки истории Юго-Востока Европейской России. Самара, 2004.
- П. А. Столыпин: последний реформатор Российской империи. М., 2007.
- Балашов Г. В., Дубман Э. Л., Кабытов П. С. Ефрем Игнатьевич Медведев. Человек, ученый, педагог. Самара, 2006.
- Судьба-Эпоха: автобиография историка. М., 2011.
- Сквозь «лихие» и «нулевые»: Воспоминания. Самара, 2012.
- Кабытов П. С., Дубман Э. Л. С. Ф. Платонов и Самара: историк и память. Самара, 2015.
- Жизнь и творчество профессора Григория Алексеевича Герасименко. Саратов, 2016.

Составитель и редактор
- История Самарского края с древнейших времен до 1917 г. Саратов, 1987.
- Земля Самарская. Куйбышев, 1990
- Историко-культурная энциклопедия Самарского края. Самара, 1993; 1994. Т. 1-4.
- Самарская летопись: очерки истории Самарского края с древнейших времен до наших дней : в 3 кн. / под ред. П. С. Кабытова, Л. В. Храмкова. 1998.
- История Самарского Поволжья с древнейших времен до наших дней: в 6 т. / П. С. Кабытов, И. Б. Васильев, Э. Л. Дубман [и др.]. М.; Самара, 2000.
- Самарское Поволжье с древности до конца XIX века. Сборник документов и материалов / Кабытов П. С. , Васильев И. Б., Дубман Э. Л. [и др.]. Самара, 2000.
- Самарское Поволжье в XX веке. Сборник документов и материалов / Кабытов П. С. , Васильев И. Б., Дубман Э. Л. [и др.]. Самара, 2000.
- Американская русистика: антология. Самара, 2001—2003. Т. 1-3; М., 2005. Т. 4.
- Классика Самарского краеведения. Самара, 2005—2009. Вып. 1-5.
- Поволжье — «внутренняя окраина» России: государство и общество в освоении новых территорий (конец XVI — начало XX вв.) / под ред. Э. Л. Дубмана, П. С. Кабытова. Самара, 2007.
- А. И. Солженицын и Самара / под науч. ред. П. С. Кабытова. Самара, 2008.
- Очерки истории Поволжья и Приуралья в имперский период / под ред. В. Н. Данилова и П. С. Кабытова. Саратов, 2010.
- История Самары: от воеводского управления до Губернской Думы. Книга первая. Самара, 2011.
- «Обретение родины»: общество и власть в Среднем Поволжье (вторая половина XVI — начало XX в.). Часть 1: Очерки истории / под ред. П. С. Кабытова, Э. Л. Дубмана, О. Б. Леонтьевой. Самара, 2013.
- Средняя Волга и Заволжье в процессе развития российской цивилизации и государственности (вторая половина XVI — начало XX в.): учебное пособие / под ред. П. С. Кабытова, Э. Л. Дубмана, О. Б. Леонтьевой. Самара, 2013.
- «Обретение родины»: общество и власть в Среднем Поволжье (вторая половина XVI — начало XX в.). Часть 2: Заселение региона и этнодемографическая ситуация. Очерки истории / под ред. П. С. Кабытова, Э. Л. Дубмана, О. Б. Леонтьевой. Самара, 2014.
- Аграрная история XX века: историография и источники / под ред. H.H. Кабытовой, П. С. Кабытова, В. В. Кондрашина. Самара, 2014.
- История Самары (1586—1917) / под ред. П. С. Кабытова, Э. Л. Дубмана, О. Б. Леонтьевой. Самара, 2015.
- Юрий Ильич Смыков:биографический очерк, воспоминания, письма. Самара.2017
- Градоначальник Алексей Андреевич Росовский. 2017 (соавтор Елиссев А.И.)
- Директор Павел Мочалов и его завод  Самара ,2021 ( соавтор Кобозева З.М..)
- Профессор Иван Михайлович Ионенко: личность и время. Самара 2023 (соавтор Федорова Н.А.)

Статьи
- Кабытов П. С. Дубман Э. Л. Среднее Поволжье и проблемы национальных отношений // Регионология. Саранск. 1993. № 2.
- Кабытов П. С., Леонтьева О. Б. Введение. Зенит «прекрасной эпохи»: сталинизм глазами американских историков // Американская русистика: Вехи историографии последних лет. Советский период: Антология / сост. М. Дэвид-Фокс. Самара, 2001.
- Кабытов П. С., Дубман Э. Л., Леонтьева О. Б. Средняя Волга и Заволжье в процессе формирования российской государственности: современная концепция // Quaestio Rossica. 2015. № 2.